# Font de Caps
Font de Caps és una obra de Talarn (Pallars Jussà) inclosa a l'Inventari del Patrimoni Arquitectònic de Catalunya.

## Descripció
És a 588,5 msnm, a l'extrem nord-oest de la vila.
A l'entorn de la font, límit actual de la vila, s'ha construït una zona d'esbarjo i parc públic molt concorregut pels habitants de Talarn. Es tracta d'una font de força interès artístic i històric, atès que és una de les fonts bastides a la primera meitat del segle xix, que recorda d'altres fonts antigues del Pallars: la Pobla de Segur, Salàs de Pallars (fonts de Capdevila i de Soldevila, Isona, etc.
Cos central amb sis aixetes i pica, cobert a quatre vessants amb llosetes i rematat per una bola de pedra. Lateralment, protegits pel mur de l'espona, hi ha dos llargs abeuradors.

## Història
Al 1770 es canalitza l'aigua fins a la font de Caps, i 22 anys més tard es finalitza la construcció.